# Хростова (Малопольське воєводство)
Хростова (пол. Chrostowa) — село в Польщі, у гміні Лапанув Бохенського повіту Малопольського воєводства.
Населення — 322 особи (2011).
У 1975-1998 роках село належало до Тарновського воєводства.

## Демографія
Демографічна структура станом на 31 березня 2011 року:
|          | Загалом | Допрацездатний вік | Працездатний вік | Постпрацездатний вік |
| -------- | ------- | ------------------ | ---------------- | -------------------- |
| Чоловіки | 159     | 32                 | 114              | 13                   |
| Жінки    | 163     | 37                 | 100              | 26                   |
| Разом    | 322     | 69                 | 214              | 39                   |